# No hay igual
«No Hay Igual» es una canción escrita por la cantante luso-canadiense Nelly Furtado. Fue escrita por Furtado junto a Timbaland, Nath Danja y Nisan Stewart, y producida por Timbaland, Danja y Stewart para Loose (2006) el tercer álbum de Furtado. Cantada principalmente en español, la canción fue lanzada en Estados Unidos en las tiendas de música digital el 14 de marzo del 2006, y es el primer Discoteca sencillo del álbum.

## Promoción y listas
Nelly Furtado cantó en vivo «No Hay Igual» por primera vez en exclusiva en Los Premios MTV Latinoamérica en un «latin mix» junto a Calle 13. Posteriormente se presentó en el programa televisado por MTV, Total Request Live en New York.
La canción alcanzó el puesto #1 en el ranking radial de la emisora LOS 40 PRINCIPALES en Chile en su versión remix con Calle 13 (grupo) convirtiéndose en la canción más pedida y escuchada de ese país por una semana, el número #7 en ventas de iTunes Chile, el puesto #3 del Back Chart de Alemania y el número #39 de los Hot Sales Singles de Billboard en los Estados Unidos.

## Videoclip
El videoclip del sencillo fue rodado el 26 de junio del 2006 en Sector La Perla, San Juan con el rapero René Pérez, del dúo puertorriqueño Calle 13. Pérez dijo que el sencillo daba a Furtado y a Calle 13 la oportunidad de hacerse más populares en Europa, una meta de particular interés para Furtado, pues es hija de una familia portuguesa. El Video musical fue dirigido por Israel Lugo y Gabriel Coss, fotografiado por Sonnel Velázquez y producido por María Estades. Este fue lanzado el 2 de septiembre a través del sitio web oficial de Furtado y la página MySpace, mientras el estreno televisivo fue en MTV Tr3s el 4 de septiembre del 2006. En España no tuvo el éxito que se esperaba pero el videoclip fue emitido un gran número de veces por el canal Sol Música.

## Formatos y lista de canciones
Vinyl 12" Single
1. «No hay igual» (Álbum Versión) - 3:34
2. «No hay igual» ([Instrumental) - 3:34

Sencillo en CD
1. «No hay igual» (Álbum Versión) - 3:34
2. «No hay igual» con Calle 13 - 4:15
3. «No hay igual» (Instrumental) - 3:34

## Listas de ventas
| País (2006)       | Posición |
| ----------------- | -------- |
| Hot Singles Sales | 39       |